# A piedi nudi (romanzo)
(Incipit del romanzo)
A piedi nudi è un romanzo autobiografico di Alessandra Soresina pubblicato nel 2007.
Il romanzo narra le esperienze dell'autrice come biologa e fotografa nella savana della Tanzania, in particolar modo occupata nello studio dei leoni del Parco nazionale del Tarangire.

## Trama
Alessandra scopre l'Africa in un safari in Namibia: scoppia subito l'amore per questo magico continente. Dopo un certo numero di esperienze, tutte molto emozionanti, in diversi territori, Alessandra si stabilisce sei mesi all'anno nel Parco nazionale del Tarangire mentre nei restanti sei ritorna alla sua città di origine, Milano, per mantenere il contatto con il fidanzato e la famiglia. Il racconto tuttavia si svolge principalmente nel campo tendato nella savana del Tarangire, dove la protagonista lavora con altri ricercatori i primi 2 anni per poi ritrovarsi da sola a dover gestire sia la raccolta dei dati che dei finanziamenti per mandare avanti la ricerca sui leoni del Parco e la loro salvaguardia. Il cuore del romanzo è infatti rappresentato proprio dai leoni e da tutto il contesto naturale che circonda i protagonisti, i quali devono tuttavia sostenersi con un budget limitatissimo e devono districarsi tra mille difficoltà. Nel frattempo Alessandra conosce Matthew, un inglese che si è stabilito da tempo in Africa come ricercatore e guida per i safari e non ha alcuna intenzione di tornare in Europa. Alessandra presto si innamora di questo affascinante personaggio, che però accentua il dilemma interno della protagonista riguardo alla scelta di una dimora definitiva in Africa o a Milano.
Nei capitoli conclusivi del romanzo compare però una grande delusione: le autorità del Parco tolgono ad Alessandra la licenza di ricerca, accusandola con il pretesto di aver ucciso un leone e di averne vendute le parti: schiacciata dalla burocrazia viene obbligata ad abbandonare le ricerche, ma non per questo metterà da parte il suo grande affetto nei confronti dell'Africa.

## Premi
Il romanzo si è posizionato al terzo posto nella 9ª edizione del Premio Letterario Edoardo Kihlgren Opera Prima 2008 (vinto dal romanzo Uomini e cani). L'autore ha ricevuto il terzo premio il 19 maggio a Milano.

## Edizioni
- Alessandra Soresina, A piedi nudi, 1 ed., Edizione Pendragon, 2007,  p. 148, ISBN 978-88-8342-571-4.